# NGC 4102
NGC 4102 é uma galáxia espiral barrada (SBb) localizada na direcção da constelação de Ursa Major. Possui uma declinação de +52° 42' 39" e uma ascensão recta de 12 horas, 06 minutos e 23,3 segundos.
A galáxia NGC 4102 foi descoberta em 12 de Abril de 1789 por William Herschel.